# Reichserbhofgesetz
El Reichserbhofgesetz (en español: «Ley de Patrimonio de la Tierra» o «Ley Estatal de Granjas Hereditarias de 1933») fue una ley nazi para implementar los principios de Blut und Boden («sangre y tierra»), afirmando que su objetivo era: «preservar la comunidad agrícola como la fuente de sangre del pueblo alemán» (Das Bauerntum als Blutquelle des deutschen Volkes erhalten).  Como los campesinos aparecieron en la ideología nazi como una fuente de estabilidad económica y racial, se implementó la ley para protegerlos de las fuerzas de la modernización.

## Descripción

### Condiciones

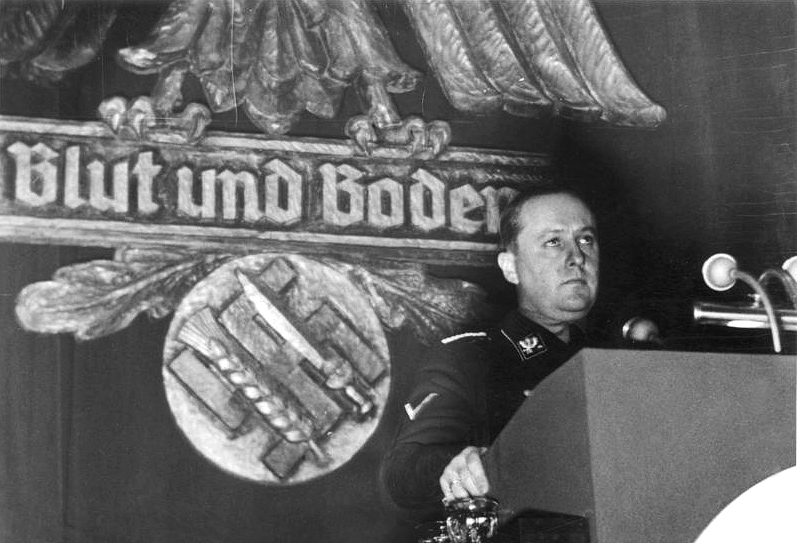
Walther Darré hablando en una asamblea de Reichsnährstand bajo el lema Blut und Boden («Sangre y tierra») en Goslar, 1937.

Cualquier finca de al menos un Ackernahrung, un área de tierra lo suficientemente grande para mantener a una familia y evaluada de 7.5 a 125 hectáreas, fue declarada hereditaria como un Erbhof, para pasar de padre a hijo, y no se podía hipotecar o enajenar, y solo estos agricultores tenían derecho a llamarse a sí mismos Bauern o «granjero campesino», un término que los nazis intentaron renovar de un término neutral o incluso peyorativo a uno positivo.
Se requería un Ariernachweis (certificado ario) para recibir sus beneficios, similar a los requisitos para convertirse en miembro del Partido Nazi (NSDAP).
Las granjas demasiado pequeñas podrían convertirse en Erbhof por combinación, mientras que las granjas más grandes tendrían que subdividirse.

### Transmisión
La costumbre regional solo podía decidir si el hijo mayor o el menor iba a ser el heredero. En áreas donde no prevalecía ninguna costumbre particular, el hijo menor debía ser el heredero. Aun así, el hijo mayor heredó la granja en la mayoría de los casos durante el Tercer Reich. Se le dio prioridad a la línea paterna, de modo que si no había hijos, los hijos de los hermanos y hermanos del campesino fallecido tuvieran precedencia sobre las propias hijas del campesino.
Sólo alrededor del 35% de todas las unidades agrícolas estaban cubiertas por él, y las fincas de tierra del Elbian Oriental no se vieron afectadas.
Walther Darré, de acuerdo con sus fuertes creencias de Blut und Boden («sangre y tierra»), hizo mucho para promoverlo como Ministro de Alimentación y Agricultura del Reich y Reichsbauernführer.

## Supresión
En la Alemania ocupada por los aliados, después de mucho debate sobre si esta ley debe ser derogada por sus raíces nazis o si esta ley debe mantenerse por ahora, después de eliminar sus cláusulas más odiosas, para proteger el suministro de alimentos alemán, en 1947 el Consejo de Control Aliado decidió derogarlo y regular la transferencia de bosques y fincas. En la ocasión, también se derogaron otras vinculaciones.